# Rhein-Freileitungskreuzung Voerde

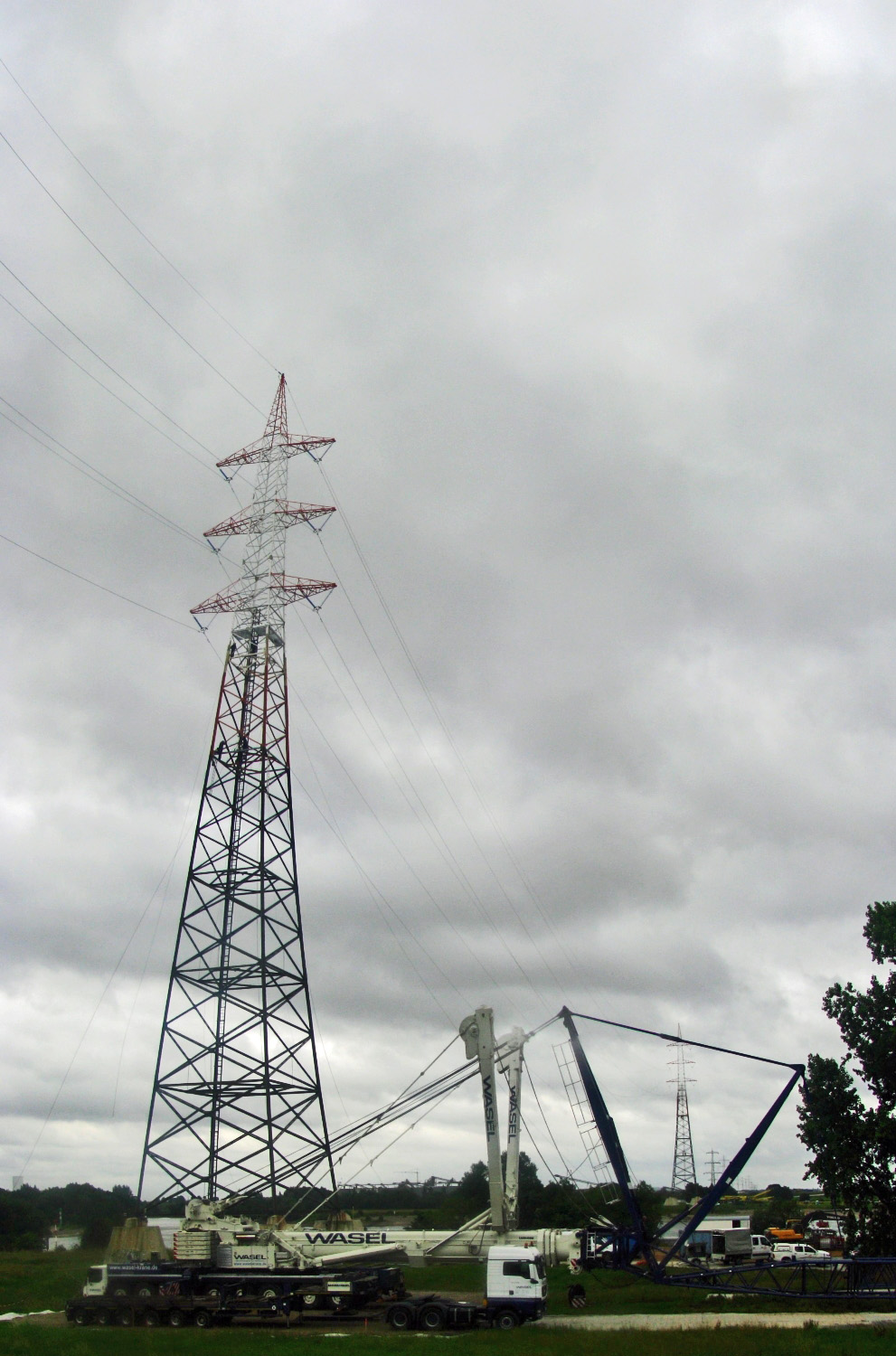
Kreuzung nach der Sanierung im Juli 2015
Nördlicher Mast im Vordergrund, nur noch 96 m hoch

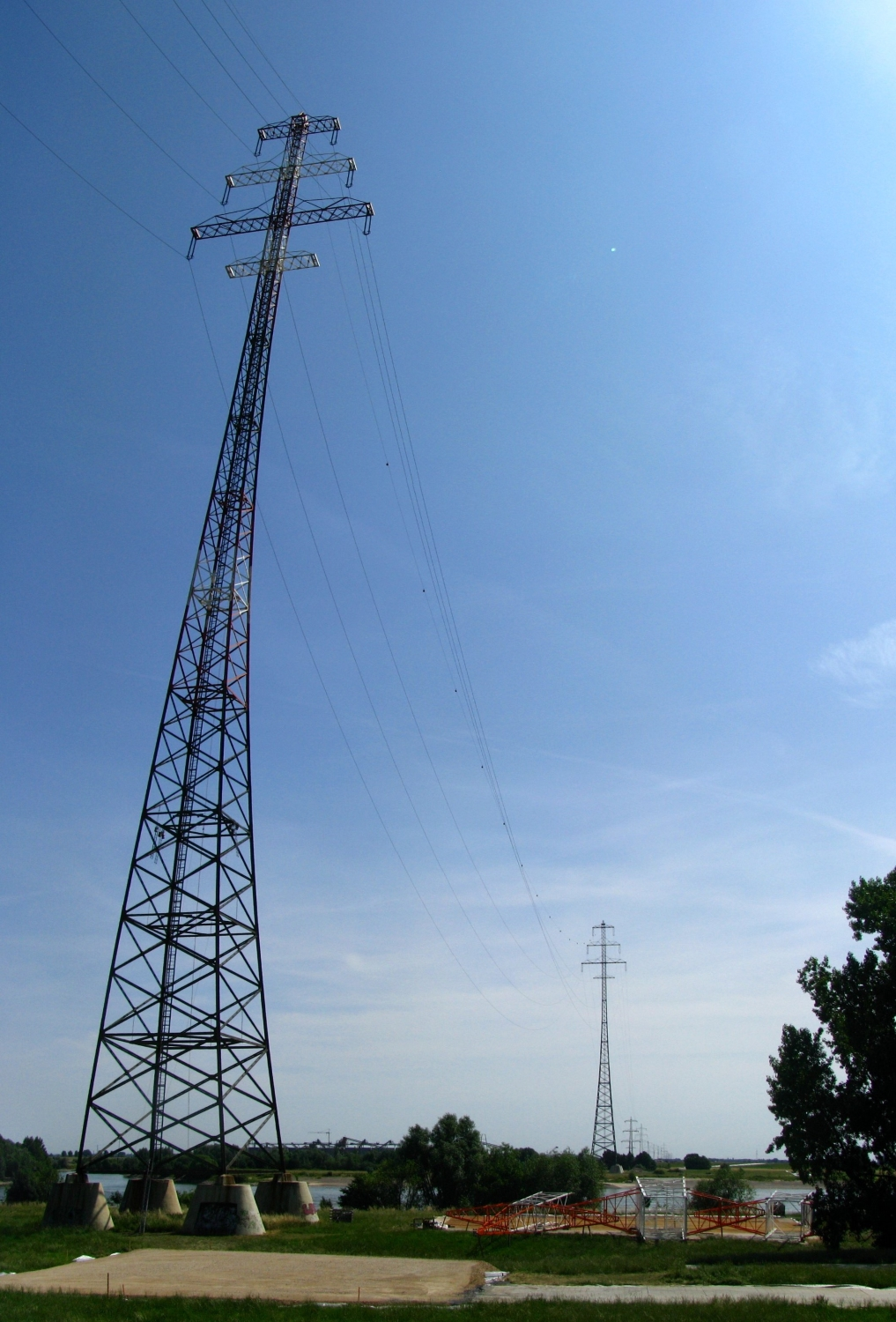
Kreuzung vor der Sanierung, 138 m hoch

Die Rhein-Freileitungskreuzung Voerde ist eine Freileitungskreuzung des Rheins bei Voerde am Niederrhein. Sie wurde 1926 errichtet und überquert den Rhein mit einem Spannfeld von 526 Metern Länge.

## Geschichte
Im Jahr 1925 initiierte die RWE den Bau einer zweikreisigen 220-kV-Leitung ausgehend von Brauweiler, wo sich die Hauptschaltleitung des RWE-Netzes befindet, über Osterath, Moers, Wesel nach Ibbenbüren, um die Energie aus dem dortigen Steinkohlenkraftwerk einzuspeisen und zu verteilen sowie einen 220-kV-Ring zu errichten. Die Freileitungskreuzung bei Voerde wurde 1926 fertiggestellt.
Die beiden Tragmaste sind für sechs Leiterseile in drei Ebenen ausgelegt, die zwei 220-kV-Stromkreise tragen können. Vom Zeitpunkt der Errichtung bis 2015 waren sie 138 Meter hoch, wogen jeweils 172 Tonnen und gehörten damit zu den höchsten Freileitungsmasten der Welt. Ihre enorme Höhe ist dem Umstand geschuldet, dass in den 1920er Jahren noch gelegentlich große Segelschiffe auf dem Rhein fuhren.

## Heutiger Zustand
Die Hochspannungsleitung Wesel-Moers, zu der die Freileitungskreuzung gehört, ist noch immer in Betrieb, wobei die aus Aluminium und Stahl gefertigten Hoch- und Höchstspannungsseile mit ihrer Nennspannung von 110 bzw. 220 kV eine maximale Leistungsübertragung von 130 bzw. 365 Megawatt bieten. Ein Tragmast steht am rechten Nordufer des Flusses im Voerder Ortsteil Götterswickerhamm (51° 34′ 47″ N, 6° 39′ 26″ O), der andere am gegenüberliegenden südlichen Rheinufer im Rheinvorland im Orsoyer Rheinbogen (51° 34′ 32″ N, 6° 39′ 22″ O).
Bis 2015 waren sie noch in ihrer ursprünglichen Höhe von 138 Metern ausgeführt und damit die höchsten Freileitungsmasten in Nordrhein-Westfalen. Im Zuge einer Sanierung der mittlerweile fast 90 Jahre alten Leitung von Mitte Juli bis Ende August 2015 wurden neben dem kompletten Austausch der Leiterseile auch die Masten um rund 42 Meter gekürzt, womit diese eine Höhe von nur noch 96 Metern erreichen.
Langfristig ist geplant, die 220-kV-Leitung für einen Betrieb mit 380 kV neu zu bauen und dabei die alten Masten ebenfalls durch 95 Meter hohe Neukonstruktionen zu ersetzen. Dieses Vorhaben war ursprünglich 2012 geplant, jedoch aufgrund langwieriger Untersuchungen im Vogelschutz und Streitigkeiten um die Trassenführung bis heute noch nicht begonnen worden. Anfang 2015 wurden die Pläne seitens Amprion bis auf weiteres ausgesetzt.

Die Masten vor dem Umbau
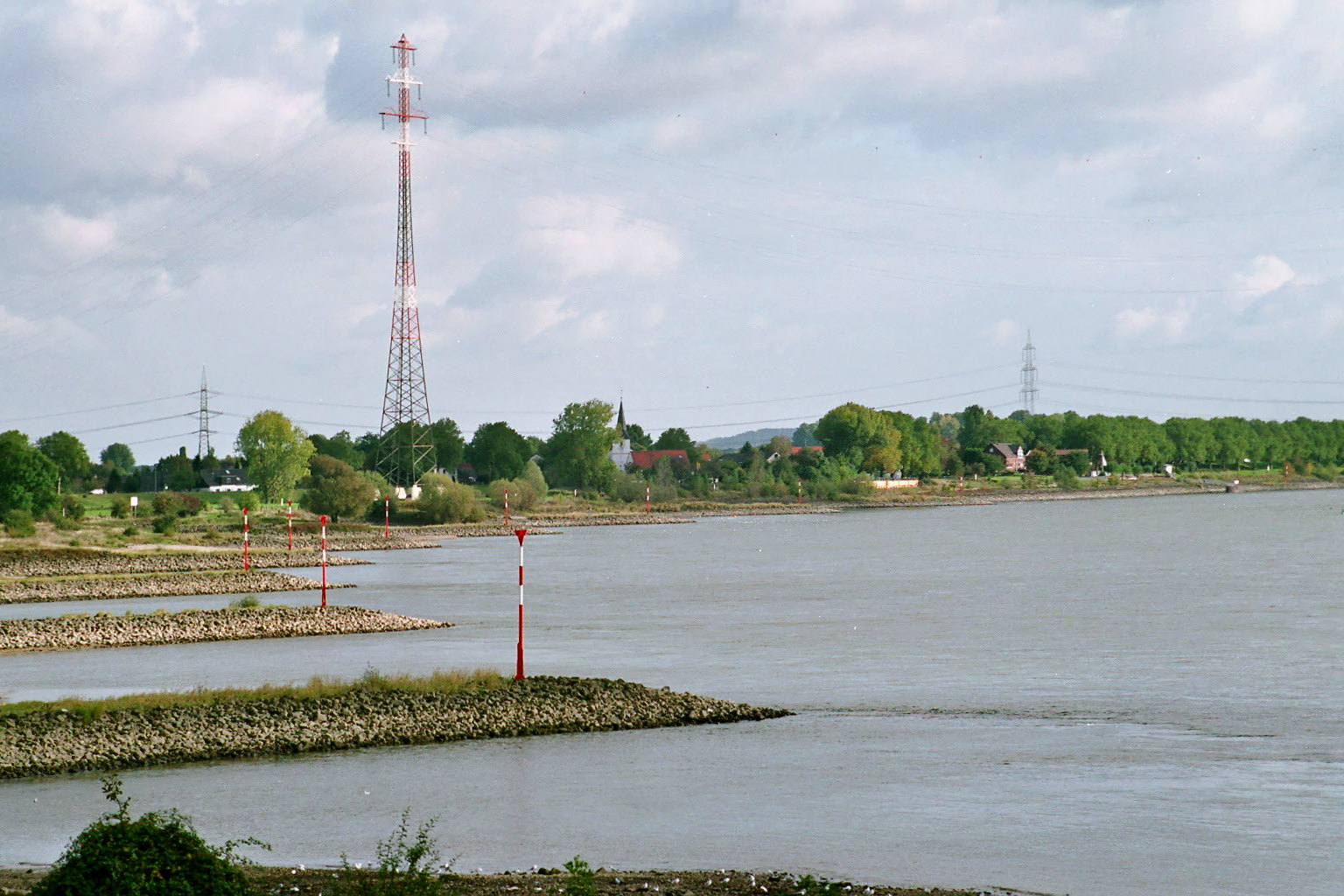
Nördlicher Mast
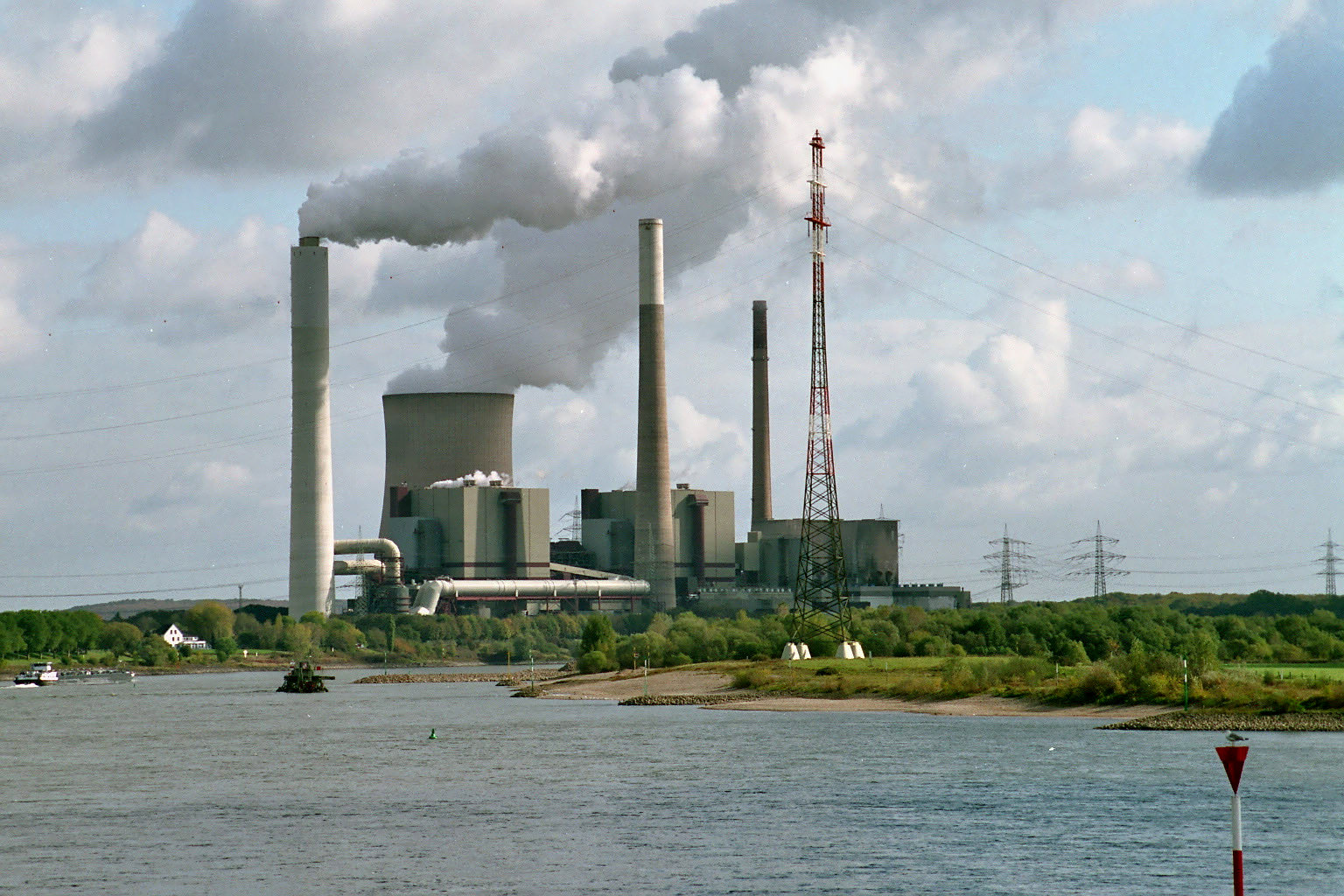
Südlicher Mast (im Hintergrund das Kraftwerk Voerde)